# Медиапространство

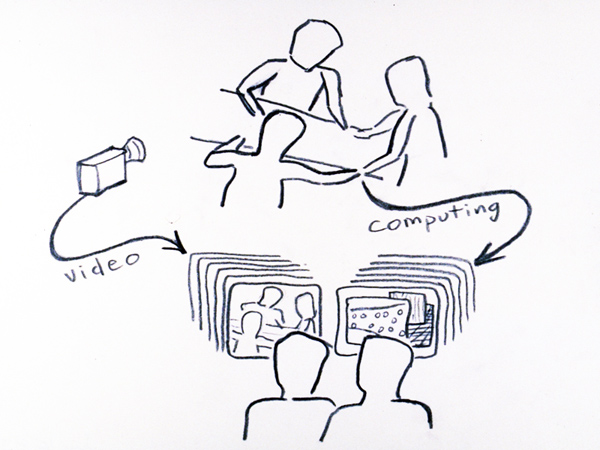
Оригинальная концепция Роберта Штультса (1982 г.), изображающая медиапространство

Медиапростра́нство — пространство, создаваемое электронными средствами коммуникации. Это электронное окружение, в котором отдельные люди или их группы и другие сообщества могут действовать вместе в одно и то же время. В этом пространстве они могут создавать визуальную и звуковую среду, воздействующую на реальное пространство. В нём они могут, соответственно, производить и контролировать запись и воспроизведение изображения и звука, а также доступ к ним.

## Краткие сведения
Пространство, создаваемое электронными средствами коммуникации, исследуется, по крайней мере, с 1960-х годов (отметим работы Маршалла Маклуэна и других представителей экологии средств коммуникации). В этой связи обычно речь идёт об электронном информационном (точнее, инфокоммуникационном) пространстве.
В рамках системно-деятельного подхода (Бузин В. Н., 2012) «медиапространство» понимается как продукт двух сред — культурной и социальной, выполняя свою роль как в обеспечении равновесия и внутреннего гомеостазиса системы, так и в её преодолении.
По отношению к социальной среде медиапространство даёт возможность адаптироваться к ней, достичь поставленных задач, объединиться с другими субъектами деятельности, воспроизводить существующие социальные структуры или производить новые, снимать нервные и физические нагрузки.
По отношению к культурной среде медиапространство выступает как место хранения и производства систем символов и норм. В этом качестве оно выступает важным регулятором жизни общества.
Значение исследований отмеченной проблематики не может не возрастать из-за стремительного усиления значения электронных коммуникаций.